# Stephan Elsner
Stephan Elsner (* 1955 in West-Berlin), Künstlername Elsner, ist ein deutscher Künstler.

## Leben
Elsner wuchs in West-Berlin auf und studierte ab 1975 an der Hochschule der Künste (HdK). 1980 beendete das Studium 1980 als Meisterschüler bei Herbert Kaufmann.
1980 begann er seine Arbeit an dem Thema Grenzverletzung. Bei einer dieser Aktion brach er 1982 ein 10 m² großes Loch in die Berliner Mauer. Er wurde von einer britischen Militärpatrouille verhaftet und der West-Berliner Polizei übergeben, die ihn freiließ. 
Bei einer weiteren Aktion bestieg er den Reichstag und hisste eines seiner Werke am Fahnenmast.
Ihn Anschluss an die "Grenzverletzungen" schuf Elsner Werke zum Thema "Selbstverletzung".
Als im November 1989 die Mauer fiel, beendete Elsner seine künstlerische Arbeit. 2009 begann er wieder als Künstler zu arbeiten.

## Ausstellungen (Auswahl)
- 1980: Galerie Nothelfer, Berlin
- 1980–1989: Dibbert Galerie, Berlin
- 1980–1989: Petersen Galerie, Berlin
- 1980–1985: Deutscher Künstlerbund: Jahresausstellungen in Hannover, Berlin, Frankfurt am Main
- 2008: "selbstverletzung" Installationen, Objekte, Bilder, Fotografie, galerie son, Berlin
- 2009: 3 berliner, Deutsche Botschaft London[5]
- 2009: "grenzverletzung", galerie son, Berlin[6]
- 2009/10: FALLMAUERFALL | 61 - 89 - 09 - Grenzüberschreitungen und Grenzerfahrungen im Spiegel der Kunst, Stadtmuseum Berlin[7]